# Tipula (Eumicrotipula) pilulifera
Tipula (Eumicrotipula) pilulifera is een tweevleugelige uit de familie langpootmuggen (Tipulidae). De soort komt voor in het Neotropisch gebied.